# Ciangir (Legok)
Ciangir is een bestuurslaag in het regentschap Tangerang van de provincie Banten, Indonesië. Ciangir telt 5441 inwoners (volkstelling 2010).